# 齋藤優一郎
齋藤 優一郎（さいとう ゆういちろう、1976年11月5日 - ）は、日本のアニメーションプロデューサー、映画プロデューサー、実業家。株式会社地図代表取締役・プロデューサー。
茨城県守谷市出身。アカデミー会員（AMPAS）、全米製作者組合員（PGA）。

## 経歴
1976年11月5日生まれ。茨城県守谷市出身。米国留学卒業後、1999年にアニメーション制作会社『MADHOUSE』入社。日本アニメーション業界の黎明期から現在まで活躍し、りんたろう、川尻善昭、今敏監督のプロデューサーとしても知られる丸山正雄に師事した。
MADHOUSE時代の主なプロデュース作品としては細田守監督『時をかける少女』『サマーウォーズ』、川尻善昭監督『HIGHLANDER-Search of Vengeance-』がある。また、りんたろう、杉井ギサブロー、平田敏夫、小池健、浅香守生監督作品などにも参加し、海外との共同製作作品や実写とのコラボレート作品なども多く手がけた。
2011年、細田守と共にアニメーション映画製作会社『スタジオ地図』を設立。その後は、『おおかみこどもの雨と雪』『バケモノの子』『未来のミライ』を企画・製作し、細田監督作品のプロデュースに専念している。『未来のミライ』では、第91回アカデミー賞にノミネートされ、齋藤は全米製作者組合（PGA）とオスカーノミニーにも選出された。
アカデミー会員（AMPAS）、全米製作者組合員（PGA）。

## 参加作品

### 細田守監督作品
2006年
- 時をかける少女

2009年
- サマーウォーズ

2012年
- おおかみこどもの雨と雪

2015年
- バケモノの子

2018年
- 未来のミライ

2021年
- 竜とそばかすの姫

### その他の作品

#### テレビアニメ
2000年
- 陽だまりの樹

2001年
- X-エックス-

2002年
- ちょびっツ

2003年
- GUNSLINGER GIRL（-2004年）
- 無人惑星サヴァイヴ（-2004年）

2004年
- BECK（-2005年）
- サムライチャンプルー

#### 劇場アニメ
2007年
- HIGHLANDER -The Search for Vengeance-
- ピアノの森

2009年
- よなよなペンギン

2012年
- チベット犬物語 〜金色のドージェ〜

#### OVA
2004年
- 炎の蜃気楼 〜みなぎわの反逆者〜

2005年
- ラストオーダー ファイナルファンタジーVII

2008年
- BATMAN GOTHAM KNIGHT

#### 実写映画
2004年
- 茶の味

2005年
- あずみ2 Death or Love

2006年
- ナイスの森〜The First Contact〜

#### パイロット版、プロモーション作品
2003年
- 48×61
- アフロサムライ パイロットフィルム

#### ゲーム
2003年
- ビフォア クライシス ファイナルファンタジーVII